# Мамурет-уль-Азиз (вилайет)
Вилайет Мамурет-уль-Азиз, также известен как вилайет Харпут  (осман. ولايت معمورة العزيز‎, тур. Vilâyet-i Ma’mûretül’aziz, арм. Խարբերդի վիլայեթ; Вилайет Харберд) — один из шести армянских вилайетов Османской империи в конце XIX — начале XX вв., который располагался в верховьях рек Евфрат и Мурат. Был образован в 1879 году из части вилайета Диярбекир, площадь — 37.850 км². В 1923 году вошел в состав Турецкой республики.

## История
В 1879 году санджак Элязыг были выделены из вилайета Диярбекир и превращен в вилайет Мамурет-уль-Азиз. Административный центр располагался в Элязыге. Название вилайету было дано в честь османского султана Абдул-Азиза, который в 1876 году превратил село Элязыг в город, сменив имя с Элязыг на Мамурет-уль-Азиз. В 1886 году в него вошел вилайет Дерсим (Хозат).
В 1895—1896 годах в городах вилайета произошла резня армянского населения, устроенная курдами при поддержке османского правительства. Султан пытался стравить между собой христиан и курдов. В 1905—1907 годах Мамурет-уль-Азиз стал центром сопротивления султана Абдул-Хамиду II: турки выступали за возвращение Конституции 1876 года и уменьшения налогов, а курды, христиане и шииты за сохранение своих прав и имущества. В 1908 году население вилайета поддержало Младотурецкую революцию.
Во время Первой мировой войны курды-заза и армяне отказывались вступать в османского войска, поддерживая Российскую империю, особенно с 1916 года. Это вызвало репрессии со стороны султанского правительства. В 1919 году после поражения Османской империи в войне с Антантой распространилось курдское движение за независимость. Оно было подавлено турецкими националистами во главе с Мустафой Кемалем в 1922—1923 годах. По Лозаннскому мирному договору 1923 года земли бывшего вилайета вошли в состав Турецкой республики, что было нарушением обещаний Великобритании и Франции создать независимый Курдистан.
В 1923 году Мамурет-уль-Азиз был преобразован в провинции Элязыг, Малатья и Тунджели.

## Структура
Состоял из 3 санджаков:
- Санджак Мамурет-уль-Азиз делился на 4 казы: Мамурет-уль-Азиз, Кемалие, Арапгир, Пютюрге.
- Санджак Малатья на 5 каз: Малатья, Бесни, Адыяман, Кяхта, Акчадаг.
- Санджак Дерcим на 7 каз: Хозат, Тунджели, Чемишгезек, Акпазар, Оваджик, Назимие, Мазгирт.

## Население
Согласно переписи 1885 года в провинции проживало 575 314 человек. В 1912 году согласно сведениям Российской империи из 450 тыс. жителей — 182 тыс. составляли турки, 168 тыс. — армяне, 95 тыс. — курды и 5 тыс. — сирийские христиане. Также находились отдельные группы народа заза. По данным османского правительства в 1914 году проживало 446 379 мусульман, 971 — православных, 76 070 — верующих Армянской Апостольской церкви, 8 043 — протестантов, 3 751 — католиков. Впрочем, относительно количества мусульман, по мнению исследователей, цифры специально завышены, а христиан — занижены.
С 1850-х годов здесь активно действовали протестантские миссии из США и колледж Армянской Евангельской церкви.

## Экономика
Основу составляло земледелие: в большом количестве выращивали пшеницу. В санджака Малатья были значительные посевы риса, которые давали хорошие урожаи. Также было развито садоводство. Сохранялось традиционное ремесло — изготовление ковров, что было распространено прежде всего в селах, где велось на старинных станках.